# Aeonium arboreum

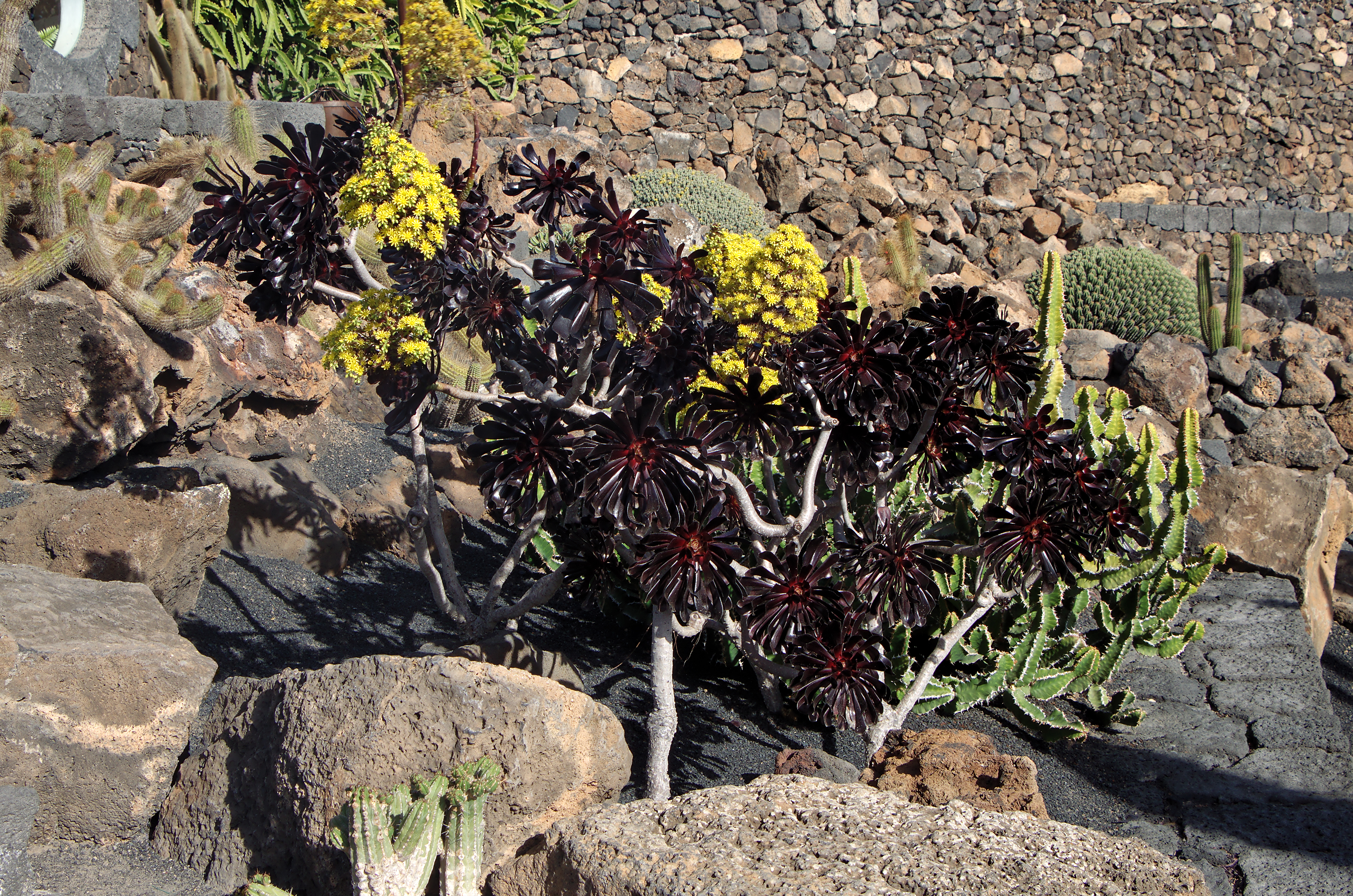
Aeonium arboreum 'Atropurpureum'

Aeonium arboreum o Aeonium korneliuslemsii es una especie de planta tropical con hojas suculentas perteneciente al género Aeonium en la familia Crassulaceae. La mayoría de las plantas de los viveros que se venden como "Aeonium arboreum" son probablemente híbridos, distintos de las pocas poblaciones de la costa atlántica marroquí, para lo cual Aeonium korneliuslemsii es, probablemente, su nombre válido.

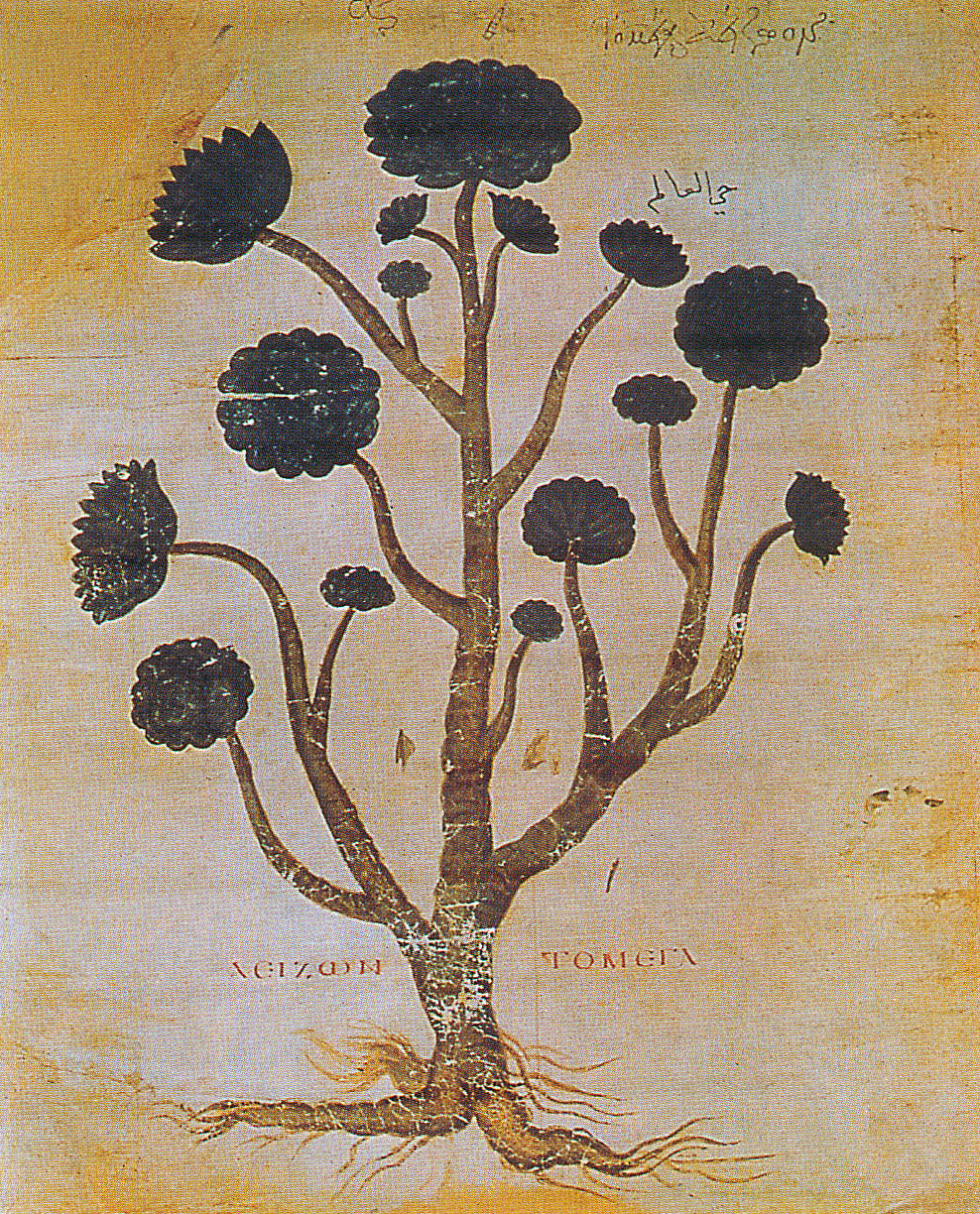
Ilustración

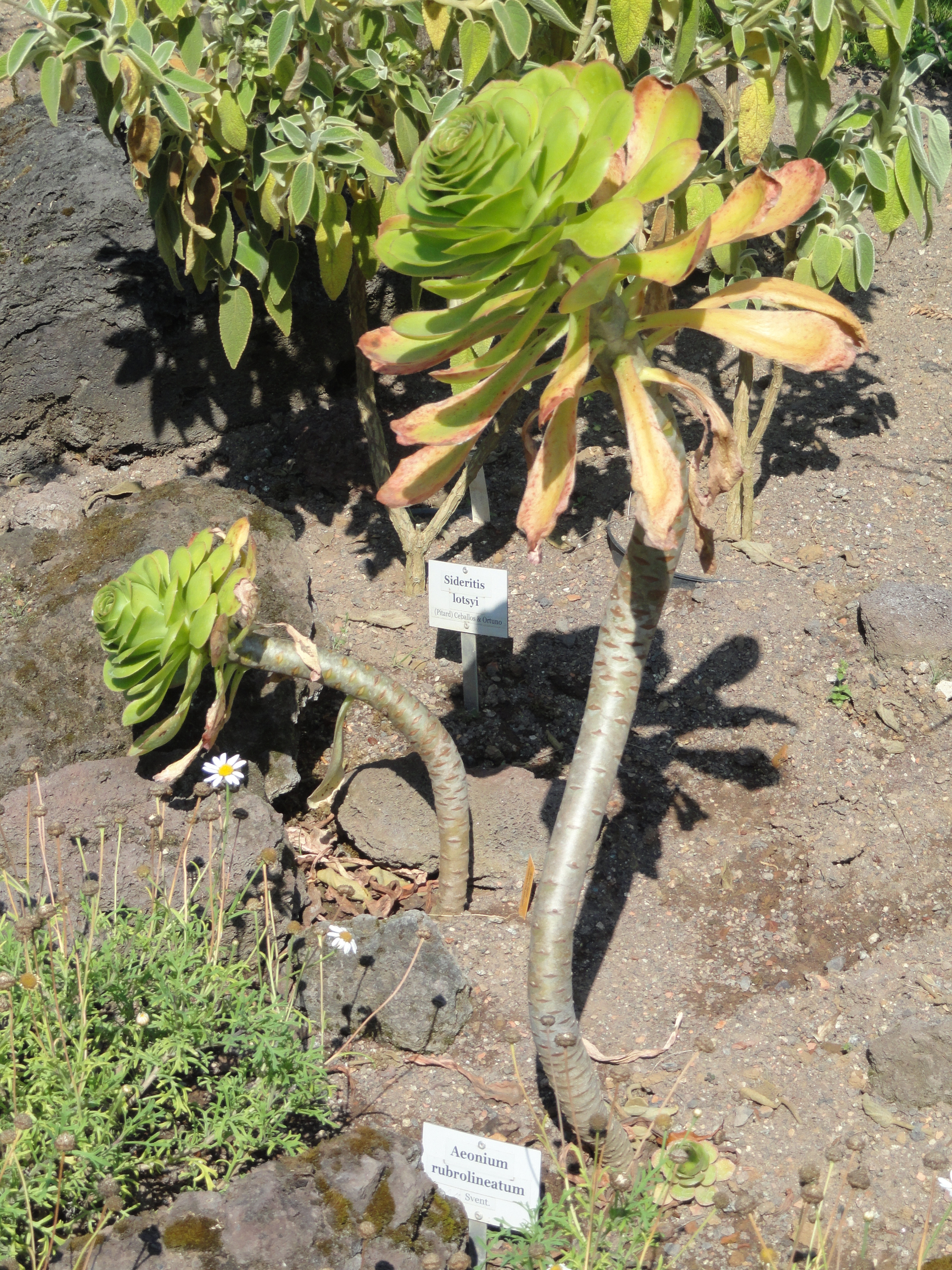
Vista de la planta

## Hábitat
Se encuentra en la costa atlántica de Marruecos. Se desarrolla principalmente con temperaturas medias de 10 °C y soporta las heladas de hasta -4 °C. 
La comúnmente encontrada "Aeonium arboreum" es bastante resistente al calor y necesita una buena cantidad de sol.

## Descripción
Es una planta tupida suculenta s 90 cm de altura con roseta de 15-20 cm al final de los tallos. Las rosetas soportan una inflorescencia de 15 cm con flores de color amarillo crema que florece a finales de invierno. La rama que ha florecido luego muere. Necesita riegos frecuentes y profundos.

## Taxonomía
Aeonium arboreums
fue descrita por (L.) Webb & Berthel.  y publicado en Histoire Naturelle des Îles Canaries 3(2,1): 185. 1840.
Etimología
Ver: Aeonium
arboreum: epíteto que procede del latín arboreus, que significa "con forma de árbol", aludiendo al tamaño de la planta, mayor que el de otras especies del género.
Sinonimia
- Aeonium doramae Webb ex A.Berger.
- Aeonium doremae Webb ex H.Christ.
- Aeonium manriqueorum Bolle.
- Sempervivum arboreum L. basónimo.[6]
- Aeonium korneliuslemsii H.Y.Liu.[7]

## Nombres comunes
- Castellano: garchosilla, piñuela, puntera, siempreviva, siempreviva arbórea, siempreviva arbórea, siempreviva mayor, yerba callera, yerba puntera, verol, bejeque[8]